# Öger Tours
Öger Tours (Eigenschreibweise ÖGER TOURS) und Bucher Reisen sind Marken der ANEX Tour GmbH mit Sitz in Düsseldorf, einem Tochterunternehmen der niederländischen Holding NW International B.V. mit Sitz in Amsterdam. Die Muttergesellschaft der NW International B.V. ist die Atlas International B.V. mit Sitz in Amsterdam. Öger Tours und Bucher Reisen sind Anbieter für Türkeiurlaub auf dem deutschen Reisemarkt und Spezialisten für Orientreisen. Das Beratungsbüro von Öger Tours befindet sich in Hamburg und das Beratungsbüro von Bucher Reisen befindet sich in Meerbusch.

## Geschichte

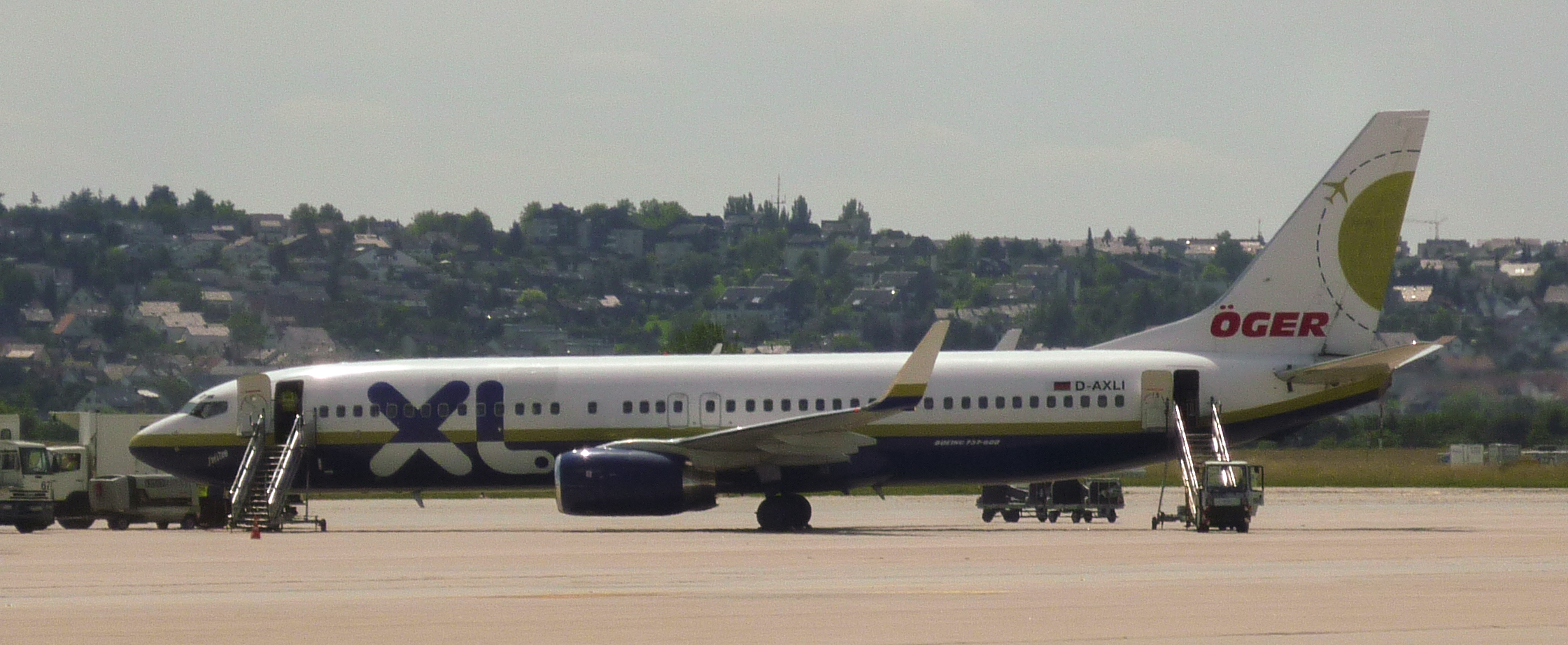
Eine Boeing 737-800 der XL Airways Germany in einer Öger-Tours-Sonderbemalung

1969 gründete Vural Öger in Hamburg das Reisebüro Istanbul und charterte noch im selben Jahr das erste Flugzeug, das in Deutschland lebende Landsleute in die Heimat flog. Vural Öger war damit der erste, der Direktflüge aus Hamburg in die Türkei anbot. Nach großem Anfangserfolg gründete er 1972 den Flugveranstalter Öger Türk Tur. 1982 wurden die Flugreisen von einem rein auf der ethnischen Zugehörigkeit der Kunden basierenden Geschäftsmodell ausgeweitet.

### Öger Tours GmbH
Am 26. Mai 1986 wurde die Öger Tours GmbH gegründet. Öger Tours war damit Pionier für Pauschalreisen aus Deutschland in die Türkei. Neben der Türkei wurden ab 1990 auch weitere Ziele wie Ägypten, Tunesien, die Dominikanische Republik und Kuba angeboten. 1994 übernahm die Öger-Gruppe die Preiswertmarke att Touristik. 1996 folgte die Gründung der eigenen Incoming-Agentur Holiday Plan und die Übernahme des Resortbetreibers Majesty Hotels – beide wurden fortan in die Unternehmensgruppe integriert. 1996 kam das Unternehmen in die Schlagzeilen, als beim Absturz des Birgenair-Flugs 301 vor der Dominikanischen Republik 189 Menschen ums Leben kamen – darunter auch Reisegäste von Öger Tours.
2007 betrug der Umsatz der Gruppe 722 Millionen Euro. Im Oktober 2008 unterzeichnete Öger Tours einen Vertrag mit der Unternehmensgruppe NRC des russischen Milliardärs Alexander Lebedew, in dem der Erwerb von 76 Prozent an Öger Tours durch NRC vereinbart wurde, unter Vorbehalt der Bewilligung durch die Kartellbehörden. Die Zahlung durch Lebedew erfolgte jedoch nicht, so dass der Vertrag nicht zustande kam.
Laut eigener Aussage suchte Öger keinen neuen Käufer für sein Unternehmen.
Im Jahr 2009 wurden bei einem Umsatz von 256 Millionen Euro mehr als 400.000 Passagiere befördert.
Am 12. Juli 2010 wurde der Verkauf von Öger Tours GmbH an die Thomas Cook Group bekanntgeben. Vural Öger wurde infolgedessen Mitglied des Aufsichtsrats der Thomas Cook Deutschland.
Er kündigte seinen Aufsichtsratposten im August 2013 nach einer Verlagerung des Incoming-Geschäfts durch Thomas Cook.

### Bucher Reisen & Öger Tours GmbH
Am 6. Juli 2018 wurde die BUCHER REISEN GmbH auf den ebenfalls zum Thomas-Cook-Konzern gehörigen Veranstalter Öger Tours GmbH verschmolzen. Zusammen bildeten sie die Bucher Reisen & Öger Tours GmbH.
Am 23. September 2019 wurde der Verkauf von Reisen aufgrund der Insolvenz von Thomas Cook eingestellt.
Im Zuge der beantragten Zwangsliquidation des Mutterkonzerns Thomas Cook stellten am 25. September 2019 die Thomas Cook GmbH, Thomas Cook Touristik GmbH und die Bucher Reisen & Öger Tours GmbH einen Insolvenzantrag beim zuständigen Amtsgericht Bad Homburg, das Insolvenzverfahren wurde am 27. November 2019 eröffnet. Die Bucher Reisen & Öger Tours GmbH wurde am 10. Dezember 2019 aufgelöst.

### ANEX Tour GmbH
Die ANEX Tour GmbH mit Sitz in Düsseldorf, ein Tochterunternehmen der niederländischen Holding NW International B.V. mit Sitz in Amsterdam, hat das Reiseveranstaltergeschäft der Bucher Reisen & Öger Tours GmbH im November 2019 übernommen. Das Bundeskartellamt hat am 28. November 2019 die Übernahme genehmigt. Die Marken „Öger Tours“ und „Bucher Reisen“ starten am 15. Januar 2020 neu unter dem Dach der ANEX Tour GmbH.